# Mormo bicolor
Mormo bicolor là một loài bướm đêm trong họ Noctuidae.